# El Bonillo
El Bonillo est une commune d'Espagne de la province d'Albacete dans la communauté autonome de Castille-La Manche.

## Administration
| Période                                  | Période | Identité | Étiquette | Qualité |
| ---------------------------------------- | ------- | -------- | --------- | ------- |
|                                          |         |          |           |         |
| Les données manquantes sont à compléter. |         |          |           |         |

## Église
L’église de Santa Catalina d'El Bonillo est un exemple architectural de la Renaissance du XVIe siècle. Du bâtiment précédent, il reste la massive tour du clocher et la chapelle du côté de l'épître.
L'église présente trois nefs, dont la nef centrale est plus haute et plus large, réalisant ainsi un grand espace intérieur. La nef principale est occupée par des chapelles couvertes de voûtes nervurées. Les piliers qui soutiennent le plafond sont carrés, certains sont cruciformes, d’autres présentent des arcs en plein-cintre. La voûte est formée de voûtes d’arêtes séparées par des "fajones" et des "formeros", à l’exception du transept qui est recouvert d’un dôme hémisphérique sur pendentifs.
La sacristie et le chœur présentent un intérêt architectural. La sacristie est située à l’extrémité-est du bâtiment, rectangulaire et large. Elle a été construite en suivant l’axe axial de la nef du côté de l’épître. Le chœur est situé au fond de l’église, sur un arc abaissé, avec une balustrade en bois tourné, en forme de U sur les côtés.
Le clocher est situé sur la façade ouest, élevée du côté de l'évangile. Il est caractérisé par des impostes en quatre corps avec une fenêtre plateresque dans le premier corps. La deuxième et la troisième fenêtres sont lisses, présentant la dernière l’horloge de la ville. Le clocher et les abats-sons sont surmontés d’une flèche.
Une mention spéciale concerne le petit bâtiment qui a été construit pour abriter le "Christ des Miracles". Il a été édifié en annexe de l'église et du clocher.. Il a un plan rectangulaire dont les deux tiers sont occupés par une chapelle de forme carrée dotée d'un dôme hémisphérique avec une lanterne, et une vitrine qui protège la statue du "Christ des Miracles". Le reste du bâtiment est occupé par deux petites salles superposées destinées au musée.
L'église possède un très bel Orgue en tribune, construit en 1770 par Julian de Alcarria, restauré en 2004 par le Facteur d'Orgue Alain Faye. Cet instrument possède 17 jeux, répartis sur 27 registres, avec un tempérament mésotonique à 415 Hertz.